# 715.ª División de Infantería (Alemania)
La 715.ª División de Infantería alemana (Infanterie-Division 715) fue una unidad del Heer con el rango orgánico de división, creada en 1941 y aniquilada en combate en Checoslovaquia en 1945, y que participó en diversos combates a lo largo de la Segunda Guerra Mundial en varios frentes de batalla.

## Historial

### Creación de la unidad
La 715.ª División de Infantería fue creada como una división de tipo "estático" en el mes de abril de 1941, siendo encaminada al sudoeste de Francia en el otoño del mismo año, reemplazando al 4.º Ejército italiano (que a su vez regresó a Italia). La división se desplegó en el sector comprendido entre las ciudades francesas de Cannes y Niza.

### Operaciones militares
En enero de 1944, la 715.ª División de Infantería fue transferida a Italia, donde se desarrollaba la Campaña de Italia, siendo enviada a Anzio, donde se estaba produciendo la Operación Neptuno, y combatió en la zona hasta junio de 1944. La división sufrió fuertes pérdidas con motivo de la ruptura del frente por las tropas de los Estados Unidos y la toma de la ciudad de Roma por las fuerzas aliadas. Retirada de primera línea, fue reequipada y reorganizada, tras recibir como refuerzo principal varios elementos del 1028.º Regimiento de Infantería.
En septiembre de 1944, la división tomó parte en la defensa de la Línea Gótica, antes de ser poco después dirigida a la costa del mar Adriático.
A principios de 1945, la división pasó a estar integrada en el 1.er Ejército Panzer (1.Panzer-Armee), en el Frente Oriental, quedando prácticamente destruida como unidad orgánica antes de rendirse en Checoslovaquia hacia el final de la guerra.

## Orden de batalla
- 715 Infanterie-Regiment
- 735 Infanterie-Regiment
- 715 Artillerie-Abteilung
- 715 Aufklärungs-Abteilung (Batallón de reconocimiento)
- 715 Pioniere-Kompanie (Compañía de ingenieros)
- 715 Nachrichten-Kompanie (Compañía de Transmisiones)

## Jefes de la unidad
- 1943: Generalmajor Deutsch
- 1943-1944: Generalleutnant Kurt Hoffmann
- 1944: Generalleutnant Greiner
- 1944: Generalleutnant Hans-Georg Hidebrandt
- 1945: Generalmajor von Rohr

- Datos: Q2633692